# 룽칭취안
룽칭취안(중국어 간체자: 龙清泉, 정체자: 龍清泉, 병음: Lóng Qīngquán, 한자음: 용청천, 1990년 12월 3일~)은 중화인민공화국의 역도 선수로 2008년 하계 올림픽과 2016년 하계 올림픽 남자 밴텀급에서 금메달을 획득했다. 또한 세계 역도 선수권 대회에서 1회 우승을 차지했다.